# Dilobopterus selvanus
Dilobopterus selvanus är en insektsart som beskrevs av Young 1977. Dilobopterus selvanus ingår i släktet Dilobopterus och familjen dvärgstritar. Inga underarter finns listade i Catalogue of Life.